# New York Red Bulls 2019
 Questa voce raccoglie le informazioni riguardanti il New York Red Bulls nelle competizioni ufficiali della stagione 2019.

## Stagione
La stagione 2019 dei New York Red Bulls si apre con il doppio confronto in CONCACAF Champions League contro il Pantoja, sconfitto con un complessivo 5-0. Il 2 marzo i RB esordiscono in campionato contro il Columbus Crew, pareggiando per 1-1 in Ohio. Il 12 marzo si conclude ai quarti di finale l'avventura continentale con la sconfitta per 6-2 tra andata e ritorno subita dai messicani del Santos Laguna. L'11 giugno la squadra viene eliminata all'esordio in Lamar Hunt U.S. Open Cup, contro i N.E. Revolution per 2-3. Il 6 ottobre, con la sconfitta per 3-0 sul campo del Montréal Impact, si conclude il campionato dei NYRB che si qualificano ai play-off di Eastern Conference. Il 20 ottobre, con la sconfitta per 4-3 ai tempi supplementari contro i Philadelphia Union, si conclude la stagione dei NY Red Bulls.

## Maglie e sponsor
| Casa | Trasferta |

## Rosa
Rosa e numerazione tratte dal sito ufficiale.
| N. |                           | Ruolo | Calciatore               |
| -- | ------------------------- | ----- | ------------------------ |
| 3  | Egitto (bandiera)         | D     | Amro Tarek               |
| 5  | Stati Uniti (bandiera)    | D     | Connor Lade              |
| 6  | Stati Uniti (bandiera)    | D     | Kyle Duncan              |
| 7  | Haiti (bandiera)          | C     | Derrick Etienne          |
| 8  | Costa d'Avorio (bandiera) | C     | Jean-Christophe Koffi    |
| 9  | Romania (bandiera)        | C     | Andreas Ivan             |
| 10 | Paraguay (bandiera)       | C     | Alejandro Romero Gamarra |
| 11 | Stati Uniti (bandiera)    | C     | Marcus Epps              |
| 15 | Stati Uniti (bandiera)    | D     | Sean Nealis              |
| 17 | Stati Uniti (bandiera)    | C     | Ben Mines                |
| 18 | Stati Uniti (bandiera)    | P     | Ryan Meara               |
| 19 | Stati Uniti (bandiera)    | A     | Alex Muyl                |
| 20 | Inghilterra (bandiera)    | C     | Joshua Sims              |
| 21 | Stati Uniti (bandiera)    | C     | Omir Fernandez           |
| 22 | Francia (bandiera)        | C     | Florian Valot            |

| N. |                        | Ruolo | Calciatore              |
| -- | ---------------------- | ----- | ----------------------- |
| 23 | Venezuela (bandiera)   | C     | Cristian Cásseres Jr.   |
| 24 | Stati Uniti (bandiera) | P     | Evan Louro              |
| 25 | Danimarca (bandiera)   | A     | Mathias Jørgensen       |
| 26 | Stati Uniti (bandiera) | D     | Tim Parker              |
| 27 | Stati Uniti (bandiera) | C     | Sean Davis              |
| 31 | Stati Uniti (bandiera) | P     | Luis Robles (capitano)  |
| 33 | Stati Uniti (bandiera) | D     | Aaron Long              |
| 42 | Stati Uniti (bandiera) | A     | Brian White             |
| 62 | Panama (bandiera)      | D     | Michael Murillo         |
| 74 | Stati Uniti (bandiera) | A     | Tom Barlow              |
| 77 | Austria (bandiera)     | C     | Daniel Royer            |
| 88 | Francia (bandiera)     | C     | Vincent Bezecourt       |
| 90 | Germania (bandiera)    | C     | Marc Rzatkowski         |
| 92 | Giamaica (bandiera)    | D     | Kemar Lawrence          |
| 99 | Inghilterra (bandiera) | A     | Bradley Wright-Phillips |

## Risultati

### Major League Soccer

#### Regular season
| Arbitro: | Unkel |

|           |           |         |
| Sauro 41’ | Marcatori | 6’ Ivan |

| Arbitro: | Vazquez |

|                                             |           |             |
| Muyl 51’, 71’ Wright-Phillips 85’ Royer 89’ | Marcatori | 5’ Espinoza |

| Arbitro: | Chapman |

|  |           |              |
|  | Marcatori | 73’ Kljestan |

| Arbitro: | Chilowicz |

|                   |           |  |
| Parker 48’ (aut.) | Marcatori |  |

| Arbitro: | Dickerson |

|              |           |                           |
| Cásseres 70’ | Marcatori | 34’ Danladi 50’ Rodríguez |

| Arbitro: | Chilowicz |

|                       |           |                     |
| Russell 24’ Busio 88’ | Marcatori | 52’ Royer 75’ White |

| Arbitro: | Fischer |

|             |           |  |
| Penilla 73’ | Marcatori |  |

| Arbitro: | Ford |

|          |           |  |
| Lade 38’ | Marcatori |  |

| Arbitro: | Saghafi |

|                                      |           |                            |
| Tarek 15’ Rzatkowski 59’ Etienne 67’ | Marcatori | 39’ Antuna 43’ Ibrahimović |

| Arbitro: | Chilowicz |

|          |           |                              |
| Long 36’ | Marcatori | 64’ Diallo 79’ (rig.) Urruti |

| Arbitro: | Fischer |

|                |           |                                   |
| Ferreira 45+2’ | Marcatori | 12’ Cásseres 58’ Nealis 85’ White |

| Arbitro: | Sibiga |

|            |           |  |
| Barlow 35’ | Marcatori |  |

| Arbitro: | Rivas |

|                           |           |                               |
| White 37’ Rose 55’ (aut.) | Marcatori | 29’ Sutter 61’ (rig.) Montero |

| Arbitro: | Bazakos |

|  |           |                          |
|  | Marcatori | Kaku 78’ Fernandez 90+1’ |

| Arbitro: | Villarreal |

|                                                      |           |  |
| Silva 58’ (aut.) Royer 59’ Murillo 64’ Fernandez 83’ | Marcatori |  |

| Arbitro: | Stott |

|                               |           |                    |
| Monteiro 60’ Ilsinho 61’, 72’ | Marcatori | Kaku 29’ White 42’ |

| Arbitro: | Unkel |

|                               |           |             |
| Kaku 8’ White 59’ Royer 90+1’ | Marcatori | 81’ Nikolić |

| Arbitro: | Toledo |

|                                          |           |  |
| Manotas 39’ Martínez 56’ Elis 72’, 90+4’ | Marcatori |  |

| Arbitro: | Stott |

|                                         |           |                                           |
| Meram 10’ J. Martínez 79’ (rig.), 90+1’ | Marcatori | 37’ Royer 60’ White 90+3’ Wright-Phillips |

| Arbitro: | Kelly |

|                         |           |          |
| Royer 45+1’ (rig.), 60’ | Marcatori | 7’ Héber |

| Arbitro: | Petrescu |

|                                           |           |            |
| Altidore 6’ Pozuelo 26’ (rig.) Morgan 72’ | Marcatori | 63’ Barlow |

| Arbitro: | Villarreal |

|  |           |           |
|  | Marcatori | 32’ White |

| Arbitro: | Bazakos |

|                            |           |                                  |
| White 15’ Royer 63’ (rig.) | Marcatori | 16’ Argudo 46’, 84’ Pedro Santos |

| Arbitro: | Marrufo |

|                                   |           |  |
| Mavinga 56’ (aut.) Lawrence 90+1’ | Marcatori |  |

| Arbitro: | Fischer |

|                                                    |           |                        |
| Harvey 23’ Blessing 25’ Vela 61’ (rig.) Segura 72’ | Marcatori | 42’ Cásseres 45’ White |

| Arbitro: | Penso |

|                |           |         |
| Rzatkowski 18’ | Marcatori | 65’ Bou |

| Arbitro: | Elfath |

|            |           |                          |
| Kamara 55’ | Marcatori | 6’ Kaku 59’ (rig.) Royer |

| Arbitro: | Stott |

|                              |           |          |
| Morález 43’ (rig.) Héber 53’ | Marcatori | 10’ Muyl |

| Arbitro: | Vazquez |

|  |           |                |
|  | Marcatori | 14’, 87’ Lewis |

| Arbitro: | Chapman |

|                                               |           |                     |
| Morris 2’ Lodeiro 23’, 90+4’ Davis 83’ (aut.) | Marcatori | 27’ Long 67’ Romero |

| Arbitro: | Kelly |

|  |           |                              |
|  | Marcatori | 3’ Duncan 90+6’ (rig.) Royer |

| Arbitro: | Marrufo |

|                        |           |  |
| Barlow 32’ Royer 90+6’ | Marcatori |  |

| Harrison (New Jersey) 29 settembre 2019, ore 17:30 33ª giornata | N.Y. Red Bulls | 0 – 0 referto | D.C. United | Red Bull Arena (20 118 spett.)\| Arbitro: \| Touchan \| |
| Arbitro:                                                        | Touchan        |               |             |                                                         |

| Arbitro: | Saghafi |

|                                   |           |  |
| Bojan 23’ Urruti 37’ Okwonkwo 62’ | Marcatori |  |

#### Play-off
| Arbitro: | Penso |

|                                                  |           |                                 |
| Bedoya 30’ Elliott 52’ Picault 78’ Fabián 105+1’ | Marcatori | 6’ Sims 24’ Parker 45+4’ Barlow |

### U.S. Open Cup
| Arbitro: | Mendoza |

|                         |           |                              |
| Barlow 19’ Cásseres 54’ | Marcatori | 2’ Agudelo 85’, 109’ Bunbury |

### Champions League
| Arbitro: | Cornejo |

|  |           |                               |
|  | Marcatori | 39’ (aut.) Innocent 67’ Royer |

| Arbitro: | Pitti |

|                                     |           |  |
| Davis 27’ Royer 32’ (rig.) Ivan 75’ | Marcatori |  |

| Arbitro: | Martínez |

|  |           |                      |
|  | Marcatori | 42’ Valdés 47’ Furch |

| Arbitro: | Pitti |

|                                       |           |                       |
| Abella 72’ Lozano 76’, 81’ Valdés 79’ | Marcatori | 4’ Fernandez 9’ Royer |

## Statistiche

### Statistiche di squadra
| Competizione        | Punti | In casa | In casa | In casa | In casa | In casa | In casa | In trasferta | In trasferta | In trasferta | In trasferta | In trasferta | In trasferta | Totale | Totale | Totale | Totale | Totale | Totale | DR |
| Competizione        | Punti | G       | V       | N       | P       | Gf      | Gs      | G            | V            | N            | P            | Gf           | Gs           | G      | V      | N      | P      | Gf     | Gs     | DR |
| ------------------- | ----- | ------- | ------- | ------- | ------- | ------- | ------- | ------------ | ------------ | ------------ | ------------ | ------------ | ------------ | ------ | ------ | ------ | ------ | ------ | ------ | -- |
| Major League Soccer | 48    | 17      | 9       | 3       | 5       | 29      | 18      | 17           | 5            | 3            | 9            | 24           | 33           | 34     | 14     | 6      | 14     | 53     | 51     | +2 |
| Play-off            | -     | 0       | 0       | 0       | 0       | 0       | 0       | 1            | 0            | 0            | 1            | 3            | 4            | 1      | 0      | 0      | 1      | 3      | 4      | -1 |
| U.S. Open Cup       | -     | 1       | 0       | 0       | 1       | 2       | 3       | 0            | 0            | 0            | 0            | 0            | 0            | 1      | 0      | 0      | 1      | 2      | 3      | -1 |
| Champions League    | -     | 2       | 1       | 0       | 1       | 3       | 2       | 2            | 1            | 0            | 1            | 4            | 4            | 4      | 2      | 0      | 2      | 7      | 6      | +1 |
| Totale              | 48    | 20      | 10      | 3       | 7       | 34      | 23      | 20           | 6            | 3            | 11           | 31           | 41           | 40     | 16     | 6      | 18     | 65     | 64     | +1 |